# 2. Nemzetközi Matematikai Diákolimpia
A 2. Nemzetközi Matematikai Diákolimpiát (1960) Romániában, Szinajában rendezték. Öt ország negyven versenyzője vett részt rajta. Magyarország két arany-, két ezüstérmet és egy dicséretet szerzett, összpontszámával pedig 2-3. lett az országok között. 
(Az elérhető maximális pontszám: 8×45=360 pont volt)

## Feladatok

### 1.
Adjuk meg az összes olyan háromjegyű számot, amely egyenlő számjegyei négyzetösszegének 11-szeresével.

### 2.
Milyen valós {\displaystyle x}-ekre teljesül a következő egyenlőtlenség:
{\displaystyle {\frac {4x^{2}}{(1-{\sqrt {1+2x}})^{2}}}<2x+9}.

### 3.
Az {\displaystyle ABC} derékszögű háromszög {\displaystyle a} hosszú {\displaystyle BC} átfogóját {\displaystyle n} egyenlő szakaszra osztottuk ({\displaystyle n} páratlan pozitív egész). Jelöljük {\displaystyle \alpha }-val azt a szöget, ami alatt az átfogó felezőpontját tartalmazó szakasz látszik {\displaystyle A}-ból. Legyen {\displaystyle h} az átfogóhoz tartozó magasság. Bizonyítsuk be, hogy
{\displaystyle {\mbox{tg }}\alpha ={\frac {4nh}{(n^{2}-1)a}}}.

### 4.
Adott az {\displaystyle ABC} háromszög {\displaystyle A}-ból és {\displaystyle B}-ből induló {\displaystyle m_{a}} ill. {\displaystyle m_{b}} magassága és az {\displaystyle A}-ból induló {\displaystyle s_{a}} súlyvonala. Szerkesszük meg a háromszöget.

### 5.
Vegyük az {\displaystyle ABCDA'B'C'D'} kockát (ahol {\displaystyle A'B'C'D'} pontosan {\displaystyle ABCD} fölött van).
{\displaystyle a)} Mi a mértani helye az {\displaystyle XY} szakaszok felezőpontjainak, ahol {\displaystyle X} az {\displaystyle AC}, {\displaystyle Y} pedig a {\displaystyle B'D'} lapátló tetszőleges pontja?
{\displaystyle b)} Mi a mértani helye azon {\displaystyle Z} pontoknak, amelyekre teljesül hogy rajta van valamely ilyen {\displaystyle XY} szakaszon úgy, hogy {\displaystyle ZY=2XZ}?

### 6.
Adott egy forgáskúp. Írjunk bele gömböt, majd e gömb köré rajzoljunk hengert úgy, hogy a henger és a kúp alaplapja egy síkba essen. Legyen {\displaystyle V_{1}} a kúp, {\displaystyle V_{2}} a henger térfogata.
{\displaystyle a)} Bizonyítsuk be, hogy {\displaystyle V_{1}\neq V_{2}}.
{\displaystyle b)} Keressük meg a legkisebb {\displaystyle k}-t, amire {\displaystyle V_{1}=kV_{2}}, majd szerkesszük meg azt a szöget, amelyet {\displaystyle k} minimumánál a kúp alkotói a tengelyével bezárnak.

### 7.
Adott egy szimmetrikus trapéz, amelynek alapja {\displaystyle a} illetve {\displaystyle c}, magassága pedig {\displaystyle m}.
{\displaystyle a)} Szerkesszük meg a szimmetriatengely azon {\displaystyle P} pontját, amiből a szárak derékszög alatt látszanak.
{\displaystyle b)} Számítsuk ki {\displaystyle P} távolságát a száraktól.
{\displaystyle c)} Mi a feltétele annak, hogy egyáltalán létezzen ilyen {\displaystyle P} pont?

## Országok eredményei pont szerint
|    | Ország        | Pont | Arany | Ezüst | Bronz | D |
| -- | ------------- | ---- | ----- | ----- | ----- | - |
| 1. | Csehszlovákia | 257  | 1     | 1     | 2     | 2 |
| 2. | Magyarország  | 248  | 2     | 2     | 0     | 1 |
|    | Románia       | 248  | 1     | 1     | 1     | 1 |
| 4. | Bulgária      | 175  | 0     | 0     | 1     | 2 |
| 5. | NDK           | 38   | 0     | 0     | 0     | 1 |

D – dicséret

## A magyar csapat
A magyar csapat tagjai voltak:
| Név                 | Évfolyam | Iskola                            | Város           | Díj      |
| ------------------- | -------- | --------------------------------- | --------------- | -------- |
| Bollobás Béla       | III. o.  | Apáczai Csere János Gyakorlógimn. | Budapest        | Arany    |
| Mezei Ferenc        | IV. o.   | II. Rákóczi Ferenc Gimn.          | Budapest        | Arany    |
| Fritz József        | III. o.  | Kossuth Lajos Gimn.               | Mosonmagyaróvár | Ezüst    |
| Muszély György      | IV. o.   | Vörösmarty Mihály Gimn.           | Budapest        | Ezüst    |
| Komlós János        | IV. o.   | Apáczai Csere János Gyakorlógimn. | Budapest        | dicséret |
| Gagyi Pálffy András | III. o.  | Széchenyi István Gimn.            | Budapest        |          |
| Grűner György       | III. o.  | Kossuth Lajos Gimn.               | Mosonmagyaróvár |          |
| Hahn János          | IV. o.   | Gépipari Technikum                | Szeged          |          |

A csapat vezetője Hódi Endre volt.